# Qualifications au Championnat d'Europe féminin de basket-ball 2015
Les qualifications pour le Championnat d'Europe de basket-ball féminin 2015 se déroulent en deux phases, en 2013 et 2014.
La première phase regroupe 14 équipes non qualifiées pour le Championnat d'Europe 2013. Cette phase se déroule du 7 au 25 juin 2013 et qualifie une équipe directement pour le championnat 2015.
Les autres équipes rejoindront les nations participant au championnat 2013 et non qualifiées directement (classées au-delà de la sixième place de l'édition 2013). Cette seconde phase de qualification se déroulera en 2014.

## Première Phase

### Premier tour
Le premier tour se déroule du 4 au 25 juin 2013. Les équipes sont réparties en quatre groupes et les rencontres ont lieu selon la formule du round robin. Le premier de chaque groupe est qualifié pour les demi-finales.

#### Groupe A
Toutes les rencontres se déroulent à Bertrange au Luxembourg.
| Groupe A (Bertrange) | Groupe A (Bertrange) | Groupe A (Bertrange) | Groupe A (Bertrange) | Groupe A (Bertrange) | Groupe A (Bertrange) | Groupe A (Bertrange) | Groupe A (Bertrange) | Groupe A (Bertrange) |
|                      | Équipe               | Pts                  | G                    | P                    | PP                   | PC                   | Diff                 |                      |
| -------------------- | -------------------- | -------------------- | -------------------- | -------------------- | -------------------- | -------------------- | -------------------- | -------------------- |
| 1                    | Grèce                | 6                    | 3                    | 0                    | 199                  | 170                  | +29                  |                      |
| 2                    | Estonie              | 5                    | 2                    | 1                    | 199                  | 165                  | +34                  |                      |
| 3                    | Pays-Bas             | 4                    | 1                    | 2                    | 190                  | 191                  | -1                   |                      |
| 4                    | Luxembourg           | 3                    | 0                    | 3                    | 174                  | 236                  | −62                  |                      |

| 7 juin 2013 | Grèce      | 61-59 |  | Pays-Bas   |
| 7 juin 2013 | Estonie    | 79-53 |  | Luxembourg |
| 8 juin 2013 | Pays-Bas   | 54-77 |  | Estonie    |
| 8 juin 2013 | Luxembourg | 68-80 |  | Grèce      |
| 9 juin 2013 | Estonie    | 43-58 |  | Grèce      |
| 9 juin 2013 | Pays-Bas   | 77-53 |  | Luxembourg |

#### Groupe B
Toutes les rencontres se déroulent à Samokov en Bulgarie.
| Groupe B (Samokov) | Groupe B (Samokov) | Groupe B (Samokov) | Groupe B (Samokov) | Groupe B (Samokov) | Groupe B (Samokov) | Groupe B (Samokov) | Groupe B (Samokov) | Groupe B (Samokov) |
|                    | Équipe             | Pts                | G                  | P                  | PP                 | PC                 | Diff               |                    |
| ------------------ | ------------------ | ------------------ | ------------------ | ------------------ | ------------------ | ------------------ | ------------------ | ------------------ |
| 1                  | Bulgarie           | 4                  | 2                  | 0                  | 130                | 117                | +13                |                    |
| 2                  | Slovénie           | 3                  | 1                  | 1                  | 136                | 133                | +3                 |                    |
| 3                  | Suisse             | 2                  | 0                  | 2                  | 141                | 157                | -16                |                    |

| 7 juin 2013 | Bulgarie | 57-52 |  | Slovénie |
|             |          |       |  |          |
| 8 juin 2013 | Slovénie | 84-76 |  | Suisse   |
|             |          |       |  |          |
| 9 juin 2013 | Suisse   | 65-73 |  | Bulgarie |

#### Groupe C
Toutes les rencontres se déroulent à Helsinki en Finlande.
| Groupe C (Helsinki) | Groupe C (Helsinki) | Groupe C (Helsinki) | Groupe C (Helsinki) | Groupe C (Helsinki) | Groupe C (Helsinki) | Groupe C (Helsinki) | Groupe C (Helsinki) | Groupe C (Helsinki) |
|                     | Équipe              | Pts                 | G                   | P                   | PP                  | PC                  | Diff                |                     |
| ------------------- | ------------------- | ------------------- | ------------------- | ------------------- | ------------------- | ------------------- | ------------------- | ------------------- |
| 1                   | Pologne             | 4                   | 2                   | 0                   | 144                 | 116                 | +28                 |                     |
| 2                   | Belgique            | 3                   | 1                   | 1                   | 119                 | 135                 | -16                 |                     |
| 3                   | Finlande            | 2                   | 0                   | 2                   | 112                 | 124                 | -12                 |                     |

| 7 juin 2013 | Belgique | 60-79 |  | Pologne  |
|             |          |       |  |          |
| 8 juin 2013 | Pologne  | 65-56 |  | Finlande |
|             |          |       |  |          |
| 9 juin 2013 | Finlande | 56-59 |  | Belgique |

#### Groupe D
Toutes les rencontres se déroulent à Ramla en Israël.
| Groupe D (Ramla) | Groupe D (Ramla) | Groupe D (Ramla) | Groupe D (Ramla) | Groupe D (Ramla) | Groupe D (Ramla) | Groupe D (Ramla) | Groupe D (Ramla) | Groupe D (Ramla) |
|                  | Équipe           | Pts              | G                | P                | PP               | PC               | Diff             |                  |
| ---------------- | ---------------- | ---------------- | ---------------- | ---------------- | ---------------- | ---------------- | ---------------- | ---------------- |
| 1                | Israël           | 6                | 3                | 0                | 199              | 169              | +30              |                  |
| 2                | Allemagne        | 5                | 2                | 1                | 210              | 210              | +0               |                  |
| 3                | Macédoine        | 4                | 1                | 2                | 199              | 215              | -16              |                  |
| 4                | Portugal         | 3                | 0                | 3                | 171              | 185              | -14              |                  |

| 7 juin 2013 | Israël    | 68-57 |  | Allemagne |
| 7 juin 2013 | Portugal  | 56-60 |  | Macédoine |
| 8 juin 2013 | Allemagne | 66-59 |  | Portugal  |
| 8 juin 2013 | Macédoine | 56-72 |  | Israël    |
| 9 juin 2013 | Portugal  | 56-59 |  | Israël    |
| 9 juin 2013 | Allemagne | 87-83 |  | Macédoine |

### Phase finale
Les demi-finales (15 et 18 juin 2013) et la finale (22 et 25 juin 2013 ) se jouent en matchs aller et retour. 

#### Tableau
|  |            |            |            |            |            |    |     |        |        |        |        |        |
|  | 1/2 finale | 1/2 finale | 1/2 finale | 1/2 finale | 1/2 finale |    |     | Finale | Finale | Finale | Finale | Finale |
|  |            |            |            |            |            |    |     |        |        |        |        |        |
|  |            |            |            |            |            |    |     |        |        |        |        |        |
|  | Pologne    |            | 44         | 65         | 109        |    |     |        |        |        |        |        |
|  | Pologne    |            |            |            |            |    |     |        |        |        |        |        |
|  | Bulgarie   |            | 59         | 44         | 103        |    |     |        |        |        |        |        |
|  | Bulgarie   | Pologne    | 59         | 44         | 103        |    | 46  | 57     | 103    |        |        |        |
|  |            |            |            |            |            |    | 46  | 57     | 103    |        |        |        |
|  |            |            | Grèce      |            | 61         | 56 | 117 |        |        |        |        |        |
|  | Israël     |            | Grèce      | 57         | 61         | 56 | 117 | 57     | 114    |        |        |        |
|  | Israël     |            |            | 57         |            |    |     | 57     | 114    |        |        |        |
|  | Grèce      |            | 69         | 66         | 135        |    |     |        |        |        |        |        |
|  | Grèce      |            | 69         | 66         | 135        |    |     |        |        |        |        |        |

## Seconde phase
Cette phase regroupe les 10 équipes européennes non qualifiées pour le championnat du monde 2014 (Suède, Italie, Grande-Bretagne, Monténégro, Croatie, Slovaquie, Russie, Lituanie, Lettonie et Ukraine) et les 13 équipes éliminées de la phase 1. Ces qualifications regroupent donc 23 équipes en qualifieront onze pour l'Euro 2015 du 7 au 25 juin 2014.

### Groupe A
| Groupe A | Groupe A   | Groupe A | Groupe A | Groupe A | Groupe A | Groupe A | Groupe A | Groupe A |
|          | Équipe     | Pts      | G        | P        | PP       | PC       | Diff     |          |
| -------- | ---------- | -------- | -------- | -------- | -------- | -------- | -------- | -------- |
| 1        | Slovaquie  | 11       | 5        | 1        | 433      | 323      | +110     |          |
| 2        | Pologne    | 11       | 5        | 1        | 395      | 329      | +66      |          |
| 3        | Slovénie   | 8        | 2        | 4        | 361      | 365      | -4       |          |
| 4        | Luxembourg | 6        | 0        | 6        | 253      | 425      | −172     |          |

| 8 juin 2014 | Boxscore | Pologne                                         | 66-33                    | Luxembourg                                    |  | SMS PZKosz Wladyslawowo, Władysławowo Affluence : 300 Arbitres : Nebojsa Kovačević (GER), Vladyslav Isachenko (UKR), Stanislav Kučera (CZE) |
| 8 juin 2014 | Boxscore | Score par quart-temps : 16–9, 12–8, 21–10, 17–6 |                          |                                               |  | SMS PZKosz Wladyslawowo, Władysławowo Affluence : 300 Arbitres : Nebojsa Kovačević (GER), Vladyslav Isachenko (UKR), Stanislav Kučera (CZE) |
| 8 juin 2014 | Boxscore | Skorek 14 Skobel 9 Pawlak, Skobel 4             | Points Rebonds Passes d. | Jablonowski 9 Jablonowski, Schmitz 5 Schmit 6 |  | SMS PZKosz Wladyslawowo, Władysławowo Affluence : 300 Arbitres : Nebojsa Kovačević (GER), Vladyslav Isachenko (UKR), Stanislav Kučera (CZE) |

| 8 juin 2014 | Boxscore | Slovaquie                                          | 74-58                    | Slovénie                         |  | Infiniti Aréna, Košice Affluence : 600 Arbitres : Tamás Benczur (HUN), Alexandru Olaru (ROU), Branislav Mrdak (SRB) |
| 8 juin 2014 | Boxscore | Score par quart-temps : 18–15, 14–15, 19–10, 23–18 |                          |                                  |  | Infiniti Aréna, Košice Affluence : 600 Arbitres : Tamás Benczur (HUN), Alexandru Olaru (ROU), Branislav Mrdak (SRB) |
| 8 juin 2014 | Boxscore | Tetemondová 13 Hruščáková 8 Žirková 7              | Points Rebonds Passes d. | Oblak, Barič 14 Piršić 6 Boada 3 |  | Infiniti Aréna, Košice Affluence : 600 Arbitres : Tamás Benczur (HUN), Alexandru Olaru (ROU), Branislav Mrdak (SRB) |

| 11 juin 2014 | Boxscore | Slovénie                                          | 59-68                    | Pologne                       |  | Dvorana Vitranc, Kranjska Gora Affluence : 150 Arbitres : Tolga Sahin (ITA), Tomislav Hordov (CRO), Markos Michaelides (SUI) |
| 11 juin 2014 | Boxscore | Score par quart-temps : 15–28, 15–8, 14–14, 15–18 |                          |                               |  | Dvorana Vitranc, Kranjska Gora Affluence : 150 Arbitres : Tolga Sahin (ITA), Tomislav Hordov (CRO), Markos Michaelides (SUI) |
| 11 juin 2014 | Boxscore | Barič 19 Lisec 13 Barič 4                         | Points Rebonds Passes d. | Żurowska 14 Kobryn 8 Idczak 3 |  | Dvorana Vitranc, Kranjska Gora Affluence : 150 Arbitres : Tolga Sahin (ITA), Tomislav Hordov (CRO), Markos Michaelides (SUI) |

| 11 juin 2014 | Boxscore | Luxembourg                                        | 42-70                    | Slovaquie                           |  | Centre sportif Am Sand, Oberanven Affluence : 210 Arbitres : Regis Bardera (FRA), Christof Madinger (GER), Alexander Eger (AUT) |
| 11 juin 2014 | Boxscore | Score par quart-temps : 10–23, 15–19, 6–13, 11–15 |                          |                                     |  | Centre sportif Am Sand, Oberanven Affluence : 210 Arbitres : Regis Bardera (FRA), Christof Madinger (GER), Alexander Eger (AUT) |
| 11 juin 2014 | Boxscore | Schmit 14 Orban 6 Schmit 6                        | Points Rebonds Passes d. | Baburová 13 Jurčenková 9 Baburová 4 |  | Centre sportif Am Sand, Oberanven Affluence : 210 Arbitres : Regis Bardera (FRA), Christof Madinger (GER), Alexander Eger (AUT) |

| 15 juin 2014 | Boxscore | Pologne                                                       | 75-70                    | Slovaquie                                      | OT | SMS PZKosz Wladyslawowo, Władysławowo Affluence : 550 Arbitres : Borys Shulga (UKR), Aliaksandr Syrytsa (BLR), Ilya Putenko (RUS) |
| 15 juin 2014 | Boxscore | Score par quart-temps : 19–12, 15–13, 15–20, 12–16, OT : 14–9 |                          |                                                | OT | SMS PZKosz Wladyslawowo, Władysławowo Affluence : 550 Arbitres : Borys Shulga (UKR), Aliaksandr Syrytsa (BLR), Ilya Putenko (RUS) |
| 15 juin 2014 | Boxscore | Kobryn 23 Kobryn 9 Kobryn 3                                   | Points Rebonds Passes d. | Toliver 17 Hruščáková, Jurčenková 10 Toliver 8 | OT | SMS PZKosz Wladyslawowo, Władysławowo Affluence : 550 Arbitres : Borys Shulga (UKR), Aliaksandr Syrytsa (BLR), Ilya Putenko (RUS) |

| 15 juin 2014 | Boxscore | Slovénie                                          | 75-35                    | Luxembourg                             |  | Dvorana Vitranc, Kranjska Gora Affluence : 100 Arbitres : Maja Vukanović (SRB), Mila Cavara (BIH), Jelena Tomić (CRO) |
| 15 juin 2014 | Boxscore | Score par quart-temps : 20–11, 20–4, 20–10, 15–10 |                          |                                        |  | Dvorana Vitranc, Kranjska Gora Affluence : 100 Arbitres : Maja Vukanović (SRB), Mila Cavara (BIH), Jelena Tomić (CRO) |
| 15 juin 2014 | Boxscore | Abramović 11 Lisec 8 Oblak, Abramović 5           | Points Rebonds Passes d. | trois joueuses 8 Orban 8 Jablonowski 3 |  | Dvorana Vitranc, Kranjska Gora Affluence : 100 Arbitres : Maja Vukanović (SRB), Mila Cavara (BIH), Jelena Tomić (CRO) |

| 18 juin 2014 | Boxscore | Slovénie                                          | 52-66                    | Slovaquie                                      |  | Dvorana Vitranc, Kranjska Gora Affluence : 100 Arbitres : Marius Ciulin (ROU), Rüstü Nuran (TUR), Ivan Miličević (BIH) |
| 18 juin 2014 | Boxscore | Score par quart-temps : 12–20, 17–18, 6–17, 17–11 |                          |                                                |  | Dvorana Vitranc, Kranjska Gora Affluence : 100 Arbitres : Marius Ciulin (ROU), Rüstü Nuran (TUR), Ivan Miličević (BIH) |
| 18 juin 2014 | Boxscore | Piršić 11 Piršić 7 Boada 3                        | Points Rebonds Passes d. | Tetemondová 17 Hruščáková 7 Žirková, Toliver 6 |  | Dvorana Vitranc, Kranjska Gora Affluence : 100 Arbitres : Marius Ciulin (ROU), Rüstü Nuran (TUR), Ivan Miličević (BIH) |

| 18 juin 2014 | Boxscore | Luxembourg                                       | 45-66                    | Pologne                               |  | Centre sportif Am Sand, Oberanven Affluence : 180 Arbitres : Jasmina Juras (SRB), Sonia Teixeira (POR), Vasiliki Tsaroucha (GRE) |
| 18 juin 2014 | Boxscore | Score par quart-temps : 10–14, 20–27, 6–13, 9–17 |                          |                                       |  | Centre sportif Am Sand, Oberanven Affluence : 180 Arbitres : Jasmina Juras (SRB), Sonia Teixeira (POR), Vasiliki Tsaroucha (GRE) |
| 18 juin 2014 | Boxscore | Schmit 13 Orban 6 Schmit 3                       | Points Rebonds Passes d. | Zurowska, Misiuk 12 Misiuk 7 Pawlak 6 |  | Centre sportif Am Sand, Oberanven Affluence : 180 Arbitres : Jasmina Juras (SRB), Sonia Teixeira (POR), Vasiliki Tsaroucha (GRE) |

| 22 juin 2014 | Boxscore | Pologne                                           | 65-51                    | Slovénie                        |  | SMS PZKosz Wladyslawowo, Władysławowo Affluence : 720 Arbitres : Ilona Kučerová (CZE), Anne Panther (GER), Ivana Ivanović (SRB) |
| 22 juin 2014 | Boxscore | Score par quart-temps : 15–10, 16–9, 17–16, 17–16 |                          |                                 |  | SMS PZKosz Wladyslawowo, Władysławowo Affluence : 720 Arbitres : Ilona Kučerová (CZE), Anne Panther (GER), Ivana Ivanović (SRB) |
| 22 juin 2014 | Boxscore | Krezel 17 Skobel 7 Krezel 4                       | Points Rebonds Passes d. | Lisec 11 Lisec 6 Oblak, Barič 3 |  | SMS PZKosz Wladyslawowo, Władysławowo Affluence : 720 Arbitres : Ilona Kučerová (CZE), Anne Panther (GER), Ivana Ivanović (SRB) |

| 22 juin 2014 | Boxscore | Slovaquie                                        | 82-41                    | Luxembourg                      |  | Infiniti Aréna, Košice Affluence : 500 Arbitres : Asa Johansson (SWE), Jelena Smiljanić (SRB), Andrada Csender (ROU) |
| 22 juin 2014 | Boxscore | Score par quart-temps : 35–15, 16–6, 13–6, 18–14 |                          |                                 |  | Infiniti Aréna, Košice Affluence : 500 Arbitres : Asa Johansson (SWE), Jelena Smiljanić (SRB), Andrada Csender (ROU) |
| 22 juin 2014 | Boxscore | Hruščáková 14 Tetemondová 8 Toliver, Bálintová 4 | Points Rebonds Passes d. | Jablonowski 12 Orban 6 Schmit 2 |  | Infiniti Aréna, Košice Affluence : 500 Arbitres : Asa Johansson (SWE), Jelena Smiljanić (SRB), Andrada Csender (ROU) |

| 25 juin 2014 | Boxscore | Slovaquie                                          | 71-55                    | Pologne                                      |  | Infiniti Aréna, Košice Affluence : 1,500 Arbitres : Clemens Fritz (GER), Mathieu Bayot (BEL), Tanel Suslov (EST) |
| 25 juin 2014 | Boxscore | Score par quart-temps : 23–12, 15–13, 18–14, 15–16 |                          |                                              |  | Infiniti Aréna, Košice Affluence : 1,500 Arbitres : Clemens Fritz (GER), Mathieu Bayot (BEL), Tanel Suslov (EST) |
| 25 juin 2014 | Boxscore | Jurčenková 19 Hruščáková 6 Toliver 6               | Points Rebonds Passes d. | Zietara, Koc 10 Zurowska 8 Pawlak, Zietara 2 |  | Infiniti Aréna, Košice Affluence : 1,500 Arbitres : Clemens Fritz (GER), Mathieu Bayot (BEL), Tanel Suslov (EST) |

| 25 juin 2014 | Boxscore | Luxembourg                                         | 57-66                    | Slovénie                                 |  | Centre sportif Am Sand, Oberanven Affluence : 50 Arbitres : Chris Dodds (SCO), Vincent Delestrée (BEL), Johann Jeanneau (FRA) |
| 25 juin 2014 | Boxscore | Score par quart-temps : 12–17, 18–19, 13–12, 14–18 |                          |                                          |  | Centre sportif Am Sand, Oberanven Affluence : 50 Arbitres : Chris Dodds (SCO), Vincent Delestrée (BEL), Johann Jeanneau (FRA) |
| 25 juin 2014 | Boxscore | Schreiner 15 Hetting 7 Mossong 3                   | Points Rebonds Passes d. | trois joueuses 12 Barič, Lisec 5 Lisec 3 |  | Centre sportif Am Sand, Oberanven Affluence : 50 Arbitres : Chris Dodds (SCO), Vincent Delestrée (BEL), Johann Jeanneau (FRA) |

### Groupe B
| Groupe B | Groupe B        | Groupe B | Groupe B | Groupe B | Groupe B | Groupe B | Groupe B | Groupe B |
|          | Équipe          | Pts      | G        | P        | PP       | PC       | Diff     |          |
| -------- | --------------- | -------- | -------- | -------- | -------- | -------- | -------- | -------- |
| 1        | Lituanie        | 11       | 5        | 1        | 518      | 407      | +111     |          |
| 2        | Grande-Bretagne | 10       | 4        | 2        | 403      | 383      | +20      |          |
| 3        | Belgique        | 9        | 3        | 3        | 466      | 412      | +54      |          |
| 4        | Macédoine       | 6        | 0        | 6        | 362      | 547      | -185     |          |

| 8 juin 2014 | Boxscore | Grande-Bretagne                                   | 56-49                    | Belgique                                                       |  | Worcester Arena, Worcester Affluence : 500 Arbitres : Aleksandar Glisić (SRB), Clemens Fritz (GER), Christoph Rohacky (AUT) |
| 8 juin 2014 | Boxscore | Score par quart-temps : 22–19, 12–14, 12–14, 10–2 |                          |                                                                |  | Worcester Arena, Worcester Affluence : 500 Arbitres : Aleksandar Glisić (SRB), Clemens Fritz (GER), Christoph Rohacky (AUT) |
| 8 juin 2014 | Boxscore | Vanderwal 17 Stewart, Allen 8 quatre joueuses 3   | Points Rebonds Passes d. | Hendrickx 10 Van Malderen, Hendrickx 5 Van Malderen, Mayombo 3 |  | Worcester Arena, Worcester Affluence : 500 Arbitres : Aleksandar Glisić (SRB), Clemens Fritz (GER), Christoph Rohacky (AUT) |

| 8 juin 2014 | Boxscore | Lituanie                                           | 108-66                   | Macédoine                    |  | Kėdainiai Arena, Kėdainiai Affluence : 1,500 Arbitres : Arnis Ozols (LAT), Sergei Beliakov (RUS), Paul Unsworth (ENG) |
| 8 juin 2014 | Boxscore | Score par quart-temps : 19–14, 23–16, 38–22, 28–14 |                          |                              |  | Kėdainiai Arena, Kėdainiai Affluence : 1,500 Arbitres : Arnis Ozols (LAT), Sergei Beliakov (RUS), Paul Unsworth (ENG) |
| 8 juin 2014 | Boxscore | Petronytė 20 Kuktienė 8 Gutkauskaitė, Solopova 4   | Points Rebonds Passes d. | Givens 27 Givens 12 Givens 6 |  | Kėdainiai Arena, Kėdainiai Affluence : 1,500 Arbitres : Arnis Ozols (LAT), Sergei Beliakov (RUS), Paul Unsworth (ENG) |

| 11 juin 2014 | Boxscore | Macédoine                                         | 53-78                    | Grande-Bretagne                    |  | Jasmin Sports Hall, Kavadartsi Affluence : 500 Arbitres : Fabiana Martinescu (ROU), Maka Kupatadze (GEO), Özlem Yalman (TUR) |
| 11 juin 2014 | Boxscore | Score par quart-temps : 11–23, 8–16, 17–18, 17–21 |                          |                                    |  | Jasmin Sports Hall, Kavadartsi Affluence : 500 Arbitres : Fabiana Martinescu (ROU), Maka Kupatadze (GEO), Özlem Yalman (TUR) |
| 11 juin 2014 | Boxscore | Givens 21 Trajchevska 6 Givens, Mitrašinoviḱ 2    | Points Rebonds Passes d. | Fagbenle 15 Stewart 11 Vanderwal 7 |  | Jasmin Sports Hall, Kavadartsi Affluence : 500 Arbitres : Fabiana Martinescu (ROU), Maka Kupatadze (GEO), Özlem Yalman (TUR) |

| 11 juin 2014 | Boxscore | Belgique                                          | 67-77                    | Lituanie                          |  | Lotto Arena, Anvers Affluence : 300 Arbitres : Haydn Jones (WAL), Sebastien Clivaz (SUI), Johann Jeanneau (FRA) |
| 11 juin 2014 | Boxscore | Score par quart-temps : 21–16, 6–15, 18–22, 22–24 |                          |                                   |  | Lotto Arena, Anvers Affluence : 300 Arbitres : Haydn Jones (WAL), Sebastien Clivaz (SUI), Johann Jeanneau (FRA) |
| 11 juin 2014 | Boxscore | Vanloo 15 Hendrickx 9 trois joueuses 2            | Points Rebonds Passes d. | Kuktienė 18 Pikčiūtė 9 Okockytė 2 |  | Lotto Arena, Anvers Affluence : 300 Arbitres : Haydn Jones (WAL), Sebastien Clivaz (SUI), Johann Jeanneau (FRA) |

| 15 juin 2014 | Boxscore | Belgique                                          | 94-66                    | Macédoine                                    |  | Lotto Arena, Anvers Affluence : 350 Arbitres : Susana López (ESP), Ilona Kucerová (CZE), Pascale Weiwers (LUX) |
| 15 juin 2014 | Boxscore | Score par quart-temps : 22–20, 27–9, 29–20, 16–17 |                          |                                              |  | Lotto Arena, Anvers Affluence : 350 Arbitres : Susana López (ESP), Ilona Kucerová (CZE), Pascale Weiwers (LUX) |
| 15 juin 2014 | Boxscore | Van Malderen 12 Hendrickx 7 Hendrickx, Vanloo 4   | Points Rebonds Passes d. | Givens 20 Kmetovska 9 Givens, Mitrašinoviḱ 1 |  | Lotto Arena, Anvers Affluence : 350 Arbitres : Susana López (ESP), Ilona Kucerová (CZE), Pascale Weiwers (LUX) |

| 15 juin 2014 | Boxscore | Lituanie                                           | 81-61                    | Grande-Bretagne                |  | Kėdainiai Arena, Kėdainiai Affluence : 500 Arbitres : Fabiana Martinescu (ROU), Maka Kupatadze (GEO), Özlem Yalman (TUR) |
| 15 juin 2014 | Boxscore | Score par quart-temps : 11–13, 24–17, 23–14, 23–17 |                          |                                |  | Kėdainiai Arena, Kėdainiai Affluence : 500 Arbitres : Fabiana Martinescu (ROU), Maka Kupatadze (GEO), Özlem Yalman (TUR) |
| 15 juin 2014 | Boxscore | trois joueuses 14 Petronytė 6 Solopova 4           | Points Rebonds Passes d. | Fagbenle 16 Collins 10 Gandy 4 |  | Kėdainiai Arena, Kėdainiai Affluence : 500 Arbitres : Fabiana Martinescu (ROU), Maka Kupatadze (GEO), Özlem Yalman (TUR) |

| 18 juin 2014 | Boxscore | Macédoine                                          | 59-101                   | Lituanie                                          |  | Jasmin Sports Hall, Kavadartsi Affluence : 500 Arbitres : Vladimir Tsekov (BUL), Zafer Yılmaz (TUR), Erion Hoxhaj (ALB) |
| 18 juin 2014 | Boxscore | Score par quart-temps : 16–31, 10–22, 20–24, 13–24 |                          |                                                   |  | Jasmin Sports Hall, Kavadartsi Affluence : 500 Arbitres : Vladimir Tsekov (BUL), Zafer Yılmaz (TUR), Erion Hoxhaj (ALB) |
| 18 juin 2014 | Boxscore | Givens 29 Givens 6 Givens 6                        | Points Rebonds Passes d. | Petronytė 19 Grigalauskytė, Pikčiūtė 8 Okockytė 5 |  | Jasmin Sports Hall, Kavadartsi Affluence : 500 Arbitres : Vladimir Tsekov (BUL), Zafer Yılmaz (TUR), Erion Hoxhaj (ALB) |

| 18 juin 2014 | Boxscore | Belgique                                                        | 70-74                    | Grande-Bretagne         | OT | Lotto Arena, Anvers Affluence : 350 Arbitres : Sreten Radović (CRO), Paulo Marques (POR), Uroš Obrknežević (SRB) |
| 18 juin 2014 | Boxscore | Score par quart-temps : 20–16, 13–8, 14–18, 13–18, OT : 10–14   |                          |                         | OT | Lotto Arena, Anvers Affluence : 350 Arbitres : Sreten Radović (CRO), Paulo Marques (POR), Uroš Obrknežević (SRB) |
| 18 juin 2014 | Boxscore | Hendrickx, Mayombo 15 Mestdagh, Hendrickx 8 Delaere, Mestdagh 4 | Points Rebonds Passes d. | Fagbenle 26 Fagbenle 11 | OT | Lotto Arena, Anvers Affluence : 350 Arbitres : Sreten Radović (CRO), Paulo Marques (POR), Uroš Obrknežević (SRB) |

| 22 juin 2014 | Boxscore | Grande-Bretagne                                   | 71-60                    | Macédoine                   |  | Worcester Arena, Worcester Affluence : 656 Arbitres : Robert Vyklický (CZE), Sebastien Clivaz (SUI), Pedro Coelho (POR) |
| 22 juin 2014 | Boxscore | Score par quart-temps : 18–18, 26–17, 18–12, 9–13 |                          |                             |  | Worcester Arena, Worcester Affluence : 656 Arbitres : Robert Vyklický (CZE), Sebastien Clivaz (SUI), Pedro Coelho (POR) |
| 22 juin 2014 | Boxscore | trois joueuses 15 Allen 11 Collins 4              | Points Rebonds Passes d. | Givens 30 Givens 9 Givens 5 |  | Worcester Arena, Worcester Affluence : 656 Arbitres : Robert Vyklický (CZE), Sebastien Clivaz (SUI), Pedro Coelho (POR) |

| 22 juin 2014 | Boxscore | Lituanie                                           | 81-91                    | Belgique                                 |  | Kėdainiai Arena, Kėdainiai Affluence : 1,200 Arbitres : Apostolos Kalpakas (SWE), Johannes Sarekoski (FIN), Timo Suslov (EST) |
| 22 juin 2014 | Boxscore | Score par quart-temps : 20–26, 23–26, 17–19, 21–20 |                          |                                          |  | Kėdainiai Arena, Kėdainiai Affluence : 1,200 Arbitres : Apostolos Kalpakas (SWE), Johannes Sarekoski (FIN), Timo Suslov (EST) |
| 22 juin 2014 | Boxscore | Pikčiūtė 16 Šikšniūtė 7 Okockytė 6                 | Points Rebonds Passes d. | Van Malderen 26 Van Malderen 8 Mayombo 6 |  | Kėdainiai Arena, Kėdainiai Affluence : 1,200 Arbitres : Apostolos Kalpakas (SWE), Johannes Sarekoski (FIN), Timo Suslov (EST) |

| 25 juin 2014 | Boxscore | Grande-Bretagne                                    | 63-70                    | Lituanie                                            |  | Worcester Arena, Worcester Affluence : 1,012 Arbitres : Roberto Chiari (ITA), Marek Cmikiewicz (POL), Yener Yılmaz (TUR) |
| 25 juin 2014 | Boxscore | Score par quart-temps : 14–19, 13–13, 20–18, 16–20 |                          |                                                     |  | Worcester Arena, Worcester Affluence : 1,012 Arbitres : Roberto Chiari (ITA), Marek Cmikiewicz (POL), Yener Yılmaz (TUR) |
| 25 juin 2014 | Boxscore | Vanderwal 13 Stewart 12 Vanderwal 4                | Points Rebonds Passes d. | Nacickaitė 16 Pikčiūtė 5 Solopova, Kvederavičiūtė 3 |  | Worcester Arena, Worcester Affluence : 1,012 Arbitres : Roberto Chiari (ITA), Marek Cmikiewicz (POL), Yener Yılmaz (TUR) |

| 25 juin 2014 | Boxscore | Macédoine                                          | 58-95                    | Belgique                           |  | Jasmin Sports Hall, Kavadartsi Affluence : 250 Arbitres : Igor Dragojević (MNE), Ventsislav Velikov (BUL), Csaba Cziffra (HUN) |
| 25 juin 2014 | Boxscore | Score par quart-temps : 13–21, 10–31, 20–20, 15–23 |                          |                                    |  | Jasmin Sports Hall, Kavadartsi Affluence : 250 Arbitres : Igor Dragojević (MNE), Ventsislav Velikov (BUL), Csaba Cziffra (HUN) |
| 25 juin 2014 | Boxscore | Givens 38 Givens 12 Givens 3                       | Points Rebonds Passes d. | Vanloo 16 Van Malderen 8 Mayombo 4 |  | Jasmin Sports Hall, Kavadartsi Affluence : 250 Arbitres : Igor Dragojević (MNE), Ventsislav Velikov (BUL), Csaba Cziffra (HUN) |

### Groupe C
| Groupe C | Groupe C | Groupe C | Groupe C | Groupe C | Groupe C | Groupe C | Groupe C | Groupe C |
|          | Équipe   | Pts      | G        | P        | PP       | PC       | Diff     |          |
| -------- | -------- | -------- | -------- | -------- | -------- | -------- | -------- | -------- |
| 1        | Lettonie | 11       | 5        | 1        | 427      | 374      | +53      |          |
| 2        | Italie   | 10       | 4        | 2        | 377      | 347      | +30      |          |
| 3        | Portugal | 8        | 2        | 4        | 347      | 377      | -30      |          |
| 4        | Estonie  | 7        | 1        | 5        | 346      | 399      | -53      |          |

| 8 juin 2014 | Boxscore | Italie                                             | 66-58                    | Estonie                                   |  | PalaSport di Via delle Tagliate, Lucca Affluence : 1,500 Arbitres : Sreten Radović (CRO), Mario Majkič (SVN), Petar Denkovski (MKD) |
| 8 juin 2014 | Boxscore | Score par quart-temps : 14–18, 18–10, 14–15, 20–15 |                          |                                           |  | PalaSport di Via delle Tagliate, Lucca Affluence : 1,500 Arbitres : Sreten Radović (CRO), Mario Majkič (SVN), Petar Denkovski (MKD) |
| 8 juin 2014 | Boxscore | Dotto 12 Fassina, Laterza 5 Sottana 4              | Points Rebonds Passes d. | Rebane 14 Miil, Rebane 7 trois joueuses 2 |  | PalaSport di Via delle Tagliate, Lucca Affluence : 1,500 Arbitres : Sreten Radović (CRO), Mario Majkič (SVN), Petar Denkovski (MKD) |

| 8 juin 2014 | Boxscore | Lettonie                                          | 71-61                    | Portugal                                         |  | Olympic Sports Centre Riga, Riga Affluence : 650 Arbitres : Apostolos Kalpakas (SWE), Henri Hilke (FIN), Rune Ressel Larsen (DEN) |
| 8 juin 2014 | Boxscore | Score par quart-temps : 20–20, 16–13, 21–5, 14–23 |                          |                                                  |  | Olympic Sports Centre Riga, Riga Affluence : 650 Arbitres : Apostolos Kalpakas (SWE), Henri Hilke (FIN), Rune Ressel Larsen (DEN) |
| 8 juin 2014 | Boxscore | Putniņa 19 Tamane 7 Eglīte 4                      | Points Rebonds Passes d. | Ferreira 14 Domingues, Nascimento 6 Nascimento 3 |  | Olympic Sports Centre Riga, Riga Affluence : 650 Arbitres : Apostolos Kalpakas (SWE), Henri Hilke (FIN), Rune Ressel Larsen (DEN) |

| 11 juin 2014 | Boxscore | Estonie                                            | 56-74                    | Lettonie                          |  | Kalevi Spordihall, Tallinn Affluence : 600 Arbitres : Carole Delauné (FRA), Elena Chernova (RUS), Gizella Györgyi (NOR) |
| 11 juin 2014 | Boxscore | Score par quart-temps : 12–18, 10–17, 13–20, 21–19 |                          |                                   |  | Kalevi Spordihall, Tallinn Affluence : 600 Arbitres : Carole Delauné (FRA), Elena Chernova (RUS), Gizella Györgyi (NOR) |
| 11 juin 2014 | Boxscore | Püü 17 Miil, Anderson 6 Anderson 6                 | Points Rebonds Passes d. | Babkina 18 Šteinberga 7 Babkina 5 |  | Kalevi Spordihall, Tallinn Affluence : 600 Arbitres : Carole Delauné (FRA), Elena Chernova (RUS), Gizella Györgyi (NOR) |

| 11 juin 2014 | Boxscore | Portugal                                        | 54-52                    | Italie                                     |  | Pavilhão Multiusos de Coimbra, Coimbra Affluence : 300 Arbitres : Keith Williams (ENG), Tomislav Vovk (CRO), Eric Bertrand (SUI) |
| 11 juin 2014 | Boxscore | Score par quart-temps : 16–8, 8–18, 16–7, 14–19 |                          |                                            |  | Pavilhão Multiusos de Coimbra, Coimbra Affluence : 300 Arbitres : Keith Williams (ENG), Tomislav Vovk (CRO), Eric Bertrand (SUI) |
| 11 juin 2014 | Boxscore | Oliveira 15 Da Silva 7 quatre joueuses 4        | Points Rebonds Passes d. | Santucci, Spreafico 9 Santucci 5 Sottana 7 |  | Pavilhão Multiusos de Coimbra, Coimbra Affluence : 300 Arbitres : Keith Williams (ENG), Tomislav Vovk (CRO), Eric Bertrand (SUI) |

| 15 juin 2014 | Boxscore | Estonie                                            | 67-60                    | Portugal                                  |  | Kalevi Spordihall, Tallinn Affluence : 250 Arbitres : Marek Maliszewski (POL), Semen Ovinov (RUS), Volodymyr Pediev (UKR) |
| 15 juin 2014 | Boxscore | Score par quart-temps : 19–18, 17–14, 12–17, 19–11 |                          |                                           |  | Kalevi Spordihall, Tallinn Affluence : 250 Arbitres : Marek Maliszewski (POL), Semen Ovinov (RUS), Volodymyr Pediev (UKR) |
| 15 juin 2014 | Boxscore | Miil, Anderson 12 Rebane 9 Anderson 5              | Points Rebonds Passes d. | Faustino 16 Domingues 8 quatre joueuses 1 |  | Kalevi Spordihall, Tallinn Affluence : 250 Arbitres : Marek Maliszewski (POL), Semen Ovinov (RUS), Volodymyr Pediev (UKR) |

| 15 juin 2014 | Boxscore | Lettonie                                         | 70-59                    | Italie                         |  | Olympic Sports Centre Riga, Riga Affluence : 710 Arbitres : Marek Cmikiewicz (POL), Moritz Reiter (GER), Petr Hrůša (CZE) |
| 15 juin 2014 | Boxscore | Score par quart-temps : 19–18, 8–10, 22–7, 21–24 |                          |                                |  | Olympic Sports Centre Riga, Riga Affluence : 710 Arbitres : Marek Cmikiewicz (POL), Moritz Reiter (GER), Petr Hrůša (CZE) |
| 15 juin 2014 | Boxscore | Kreslina 13 Melnika 10 B. Eglite 4               | Points Rebonds Passes d. | Sottana 17 Fassina 7 Sottana 5 |  | Olympic Sports Centre Riga, Riga Affluence : 710 Arbitres : Marek Cmikiewicz (POL), Moritz Reiter (GER), Petr Hrůša (CZE) |

| 18 juin 2014 | Boxscore | Estonie                                          | 45-52                    | Italie                                |  | Kalevi Spordihall, Tallinn Affluence : 500 Arbitres : Piotr Pastusiak (POL), Václav Lukeš (CZE), Milan Brziak (SVK) |
| 18 juin 2014 | Boxscore | Score par quart-temps : 13–13, 11–7, 12–19, 9–13 |                          |                                       |  | Kalevi Spordihall, Tallinn Affluence : 500 Arbitres : Piotr Pastusiak (POL), Václav Lukeš (CZE), Milan Brziak (SVK) |
| 18 juin 2014 | Boxscore | Püü 15 Bratka 6 Anderson 4                       | Points Rebonds Passes d. | Sottana 18 Laterza 7 Sottana, Dotto 2 |  | Kalevi Spordihall, Tallinn Affluence : 500 Arbitres : Piotr Pastusiak (POL), Václav Lukeš (CZE), Milan Brziak (SVK) |

| 18 juin 2014 | Boxscore | Portugal                                          | 55-62                    | Lettonie                          |  | Pavilhão Pêro Vaz de Caminha, Caminha Affluence : 400 Arbitres : Miguel Niz (ESP), Markos Michaelides (SUI), Francis Santos (GIB) |
| 18 juin 2014 | Boxscore | Score par quart-temps : 19–18, 12–9, 12–17, 12–18 |                          |                                   |  | Pavilhão Pêro Vaz de Caminha, Caminha Affluence : 400 Arbitres : Miguel Niz (ESP), Markos Michaelides (SUI), Francis Santos (GIB) |
| 18 juin 2014 | Boxscore | Correia 14 Da Silva 6 Ferreira 5                  | Points Rebonds Passes d. | B. Eglite 13 Putniņa 13 Babkina 5 |  | Pavilhão Pêro Vaz de Caminha, Caminha Affluence : 400 Arbitres : Miguel Niz (ESP), Markos Michaelides (SUI), Francis Santos (GIB) |

| 22 juin 2014 | Boxscore | Lettonie                                           | 82-60                    | Estonie                  |  | Olympic Sports Centre Riga, Riga Affluence : 700 Arbitres : Neil Wilkinson (ENG), Nebojsa Kovačević (GER), Dariusz Szczerba (POL) |
| 22 juin 2014 | Boxscore | Score par quart-temps : 20–16, 15–15, 25–16, 22–13 |                          |                          |  | Olympic Sports Centre Riga, Riga Affluence : 700 Arbitres : Neil Wilkinson (ENG), Nebojsa Kovačević (GER), Dariusz Szczerba (POL) |
| 22 juin 2014 | Boxscore | Putniņa 16 Melnika 7 Babkina                       | Points Rebonds Passes d. | Rebane 17 Rebane 5 Püü 8 |  | Olympic Sports Centre Riga, Riga Affluence : 700 Arbitres : Neil Wilkinson (ENG), Nebojsa Kovačević (GER), Dariusz Szczerba (POL) |

| 22 juin 2014 | Boxscore | Italie                                            | 65-52                    | Portugal                           |  | PalaPadua, Ragusa Affluence : 2,000 Arbitres : Sašo Petek (SLO), Paul Walton (ENG), Luka Kardum (CRO) |
| 22 juin 2014 | Boxscore | Score par quart-temps : 11–15, 13–10, 12–9, 29–18 |                          |                                    |  | PalaPadua, Ragusa Affluence : 2,000 Arbitres : Sašo Petek (SLO), Paul Walton (ENG), Luka Kardum (CRO) |
| 22 juin 2014 | Boxscore | Dotto 20 Consolini 6 Sottana, Dotto 3             | Points Rebonds Passes d. | Da Silva 19 Da Silva 10 Faustino 4 |  | PalaPadua, Ragusa Affluence : 2,000 Arbitres : Sašo Petek (SLO), Paul Walton (ENG), Luka Kardum (CRO) |

| 25 juin 2014 | Boxscore | Italie                                             | 83-68                    | Lettonie                       |  | PalaPadua, Ragusa Affluence : 2,000 Arbitres : Dragan Nešković (SRB), Bernard Vassallo (MLT), Nikola Perlić (CRO) |
| 25 juin 2014 | Boxscore | Score par quart-temps : 18–21, 21–20, 17–15, 27–12 |                          |                                |  | PalaPadua, Ragusa Affluence : 2,000 Arbitres : Dragan Nešković (SRB), Bernard Vassallo (MLT), Nikola Perlić (CRO) |
| 25 juin 2014 | Boxscore | Dotto 23 Fassina 4 trois joueuses 2                | Points Rebonds Passes d. | Babkina 14 Melnika 8 Babkina 3 |  | PalaPadua, Ragusa Affluence : 2,000 Arbitres : Dragan Nešković (SRB), Bernard Vassallo (MLT), Nikola Perlić (CRO) |

| 25 juin 2014 | Boxscore | Portugal                                                  | 65-60                    | Estonie                                 | OT | Pavilhão Maristas de Carcavelos, Carcavelos Affluence : 500 Arbitres : Milivoje Jovčić (SRB), Simon Unsworth (ENG), Antonio Zamora (AND) |
| 25 juin 2014 | Boxscore | Score par quart-temps : 18–19, 8–12, 24–17, 6–8, OT : 9–4 |                          |                                         | OT | Pavilhão Maristas de Carcavelos, Carcavelos Affluence : 500 Arbitres : Milivoje Jovčić (SRB), Simon Unsworth (ENG), Antonio Zamora (AND) |
| 25 juin 2014 | Boxscore | Da Silva 25 Da Silva 16 Nascimento 4                      | Points Rebonds Passes d. | Anderson 16 Jallai, Bratka 8 Anderson 3 | OT | Pavilhão Maristas de Carcavelos, Carcavelos Affluence : 500 Arbitres : Milivoje Jovčić (SRB), Simon Unsworth (ENG), Antonio Zamora (AND) |

### Groupe D
| Groupe D | Groupe D   | Groupe D | Groupe D | Groupe D | Groupe D | Groupe D | Groupe D | Groupe D |
|          | Équipe     | Pts      | G        | P        | PP       | PC       | Diff     |          |
| -------- | ---------- | -------- | -------- | -------- | -------- | -------- | -------- | -------- |
| 1        | Monténégro | 11       | 5        | 1        | 427      | 379      | +48      |          |
| 2        | Ukraine    | 11       | 5        | 1        | 476      | 396      | +80      |          |
| 3        | Finlande   | 7        | 1        | 5        | 377      | 450      | -73      |          |
| 4        | Allemagne  | 7        | 1        | 5        | 383      | 438      | -55      |          |

| 8 juin 2014 | Boxscore | Ukraine                                           | 83-49                    | Finlande                                  |  | Pasila Sports Hall, Helsinki Affluence : 326 Arbitres : Tomasz Trawicki (POL), Andris Aunkrogers (LAT), Torkild Rodsand (NOR) |
| 8 juin 2014 | Boxscore | Score par quart-temps : 21–16, 21–13, 25–8, 16–12 |                          |                                           |  | Pasila Sports Hall, Helsinki Affluence : 326 Arbitres : Tomasz Trawicki (POL), Andris Aunkrogers (LAT), Torkild Rodsand (NOR) |
| 8 juin 2014 | Boxscore | Iahoupova 22 Berejynska 6 Iahoupova, Berejynska 4 | Points Rebonds Passes d. | Tuukkanen 11 Tuukkanen, Pounds 5 Pounds 5 |  | Pasila Sports Hall, Helsinki Affluence : 326 Arbitres : Tomasz Trawicki (POL), Andris Aunkrogers (LAT), Torkild Rodsand (NOR) |

| 8 juin 2014 | Boxscore | Monténégro                                       | 63-52                    | Allemagne                     |  | Sportski centar Lovćen, Cetinje Affluence : 744 Arbitres : Marko Vučković (SVN), Nikolaos Somos (GRE), Milen Tsvetkov (BUL) |
| 8 juin 2014 | Boxscore | Score par quart-temps : 23–19, 15–17, 15–9, 10–7 |                          |                               |  | Sportski centar Lovćen, Cetinje Affluence : 744 Arbitres : Marko Vučković (SVN), Nikolaos Somos (GRE), Milen Tsvetkov (BUL) |
| 8 juin 2014 | Boxscore | Dubljević 14 Dubljević 11 Škerović 7             | Points Rebonds Passes d. | Brunckhorst 11 Fikiel 8 Bär 6 |  | Sportski centar Lovćen, Cetinje Affluence : 744 Arbitres : Marko Vučković (SVN), Nikolaos Somos (GRE), Milen Tsvetkov (BUL) |

| 10 juin 2014 | Boxscore | Finlande                                          | 52-75                    | Ukraine                                |  | Töölö Sports Hall, Helsinki Affluence : 380 Arbitres : Juris Kokainis (LAT), Mindaugas Vecerskis (LTU), Mart Uuehendrik (EST) |
| 10 juin 2014 | Boxscore | Score par quart-temps : 17–19, 20–16, 11–20, 4–20 |                          |                                        |  | Töölö Sports Hall, Helsinki Affluence : 380 Arbitres : Juris Kokainis (LAT), Mindaugas Vecerskis (LTU), Mart Uuehendrik (EST) |
| 10 juin 2014 | Boxscore | Tuukkanen 13 Gross 8 Pounds 3                     | Points Rebonds Passes d. | Iahoupova 25 Malachenko 7 Spitkovska 5 |  | Töölö Sports Hall, Helsinki Affluence : 380 Arbitres : Juris Kokainis (LAT), Mindaugas Vecerskis (LTU), Mart Uuehendrik (EST) |

| 11 juin 2014 | Boxscore | Allemagne                                          | 48-60                    | Monténégro                      |  | Enervie Arena, Hagen Affluence : 714 Arbitres : Anton Makhlin (RUS), Fedja Serhatlic (SWE), Wojciech Liszka (POL) |
| 11 juin 2014 | Boxscore | Score par quart-temps : 16–20, 10–14, 10–12, 12–14 |                          |                                 |  | Enervie Arena, Hagen Affluence : 714 Arbitres : Anton Makhlin (RUS), Fedja Serhatlic (SWE), Wojciech Liszka (POL) |
| 11 juin 2014 | Boxscore | Bär 18 Bär 7 Brunckhorst 3                         | Points Rebonds Passes d. | Murphy 21 Škerović 7 Škerović 5 |  | Enervie Arena, Hagen Affluence : 714 Arbitres : Anton Makhlin (RUS), Fedja Serhatlic (SWE), Wojciech Liszka (POL) |

| 15 juin 2014 | Boxscore | Allemagne                                          | 72-81                    | Ukraine                                                     |  | Enervie Arena, Hagen Affluence : 807 Arbitres : Renaud Geller (BEL), Paulus Van Den Heuvel (NED), Mathieu Hosselet (FRA) |
| 15 juin 2014 | Boxscore | Score par quart-temps : 16–23, 17–20, 21–18, 18–20 |                          |                                                             |  | Enervie Arena, Hagen Affluence : 807 Arbitres : Renaud Geller (BEL), Paulus Van Den Heuvel (NED), Mathieu Hosselet (FRA) |
| 15 juin 2014 | Boxscore | Bär 27 Bär 8 Brunckhorst 4                         | Points Rebonds Passes d. | Malachenko 21 Dorohobouzova, Berejynska 7 quatre joueuses 3 |  | Enervie Arena, Hagen Affluence : 807 Arbitres : Renaud Geller (BEL), Paulus Van Den Heuvel (NED), Mathieu Hosselet (FRA) |

| 15 juin 2014 | Boxscore | Monténégro                                         | 75-72                    | Finlande                                      |  | Sportski centar Lovćen, Cetinje Affluence : 814 Arbitres : Carmelo Paternico (ITA), Aytug Ekti (TUR), Tamás Benczur (HUN) |
| 15 juin 2014 | Boxscore | Score par quart-temps : 24–12, 14–19, 21–13, 16–28 |                          |                                               |  | Sportski centar Lovćen, Cetinje Affluence : 814 Arbitres : Carmelo Paternico (ITA), Aytug Ekti (TUR), Tamás Benczur (HUN) |
| 15 juin 2014 | Boxscore | Perovanović 17 Dubljević 9 Dubljević 6             | Points Rebonds Passes d. | Pounds 25 Tuukkanen 7 Tuukkanen, Lehtoranta 4 |  | Sportski centar Lovćen, Cetinje Affluence : 814 Arbitres : Carmelo Paternico (ITA), Aytug Ekti (TUR), Tamás Benczur (HUN) |

| 17 juin 2014 | Boxscore | Ukraine                                                   | 92-76                    | Allemagne                     |  | Enervie Arena, Hagen Affluence : 545 Arbitres : Mathieu Bayot (BEL), Anthonie Sinterniklaas (NED), Marc Mouton (LUX) |
| 17 juin 2014 | Boxscore | Score par quart-temps : 17–26, 24–6, 29–14, 22–30         |                          |                               |  | Enervie Arena, Hagen Affluence : 545 Arbitres : Mathieu Bayot (BEL), Anthonie Sinterniklaas (NED), Marc Mouton (LUX) |
| 17 juin 2014 | Boxscore | Iahoupova 20 Berejynska, Dorohobouzova 7 trois joueuses 3 | Points Rebonds Passes d. | Breitreiner 17 Fikiel 6 Bär 7 |  | Enervie Arena, Hagen Affluence : 545 Arbitres : Mathieu Bayot (BEL), Anthonie Sinterniklaas (NED), Marc Mouton (LUX) |

| 18 juin 2014 | Boxscore | Finlande                                           | 62-82                    | Monténégro                              |  | Töölö Sports Hall, Helsinki Affluence : 335 Arbitres : Grzegorz Ziemblicki (POL), Martynas Gudas (LTU), Oskars Lucis (LAT) |
| 18 juin 2014 | Boxscore | Score par quart-temps : 10–24, 16–24, 17–15, 19–19 |                          |                                         |  | Töölö Sports Hall, Helsinki Affluence : 335 Arbitres : Grzegorz Ziemblicki (POL), Martynas Gudas (LTU), Oskars Lucis (LAT) |
| 18 juin 2014 | Boxscore | Pounds 20 Gross 7 Lehtoranta 2                     | Points Rebonds Passes d. | Dubljević 24 Dubljević 13 Perovanović 5 |  | Töölö Sports Hall, Helsinki Affluence : 335 Arbitres : Grzegorz Ziemblicki (POL), Martynas Gudas (LTU), Oskars Lucis (LAT) |

| 22 juin 2014 | Boxscore | Allemagne                                          | 84-79                    | Finlande                           |  | Enervie Arena, Hagen Affluence : 700 Arbitres : Ivo Dolinek (CZE), Gellért Kapitány (HUN), Dariusz Zapolski (POL) |
| 22 juin 2014 | Boxscore | Score par quart-temps : 27–20, 19–25, 16–15, 22–19 |                          |                                    |  | Enervie Arena, Hagen Affluence : 700 Arbitres : Ivo Dolinek (CZE), Gellért Kapitány (HUN), Dariusz Zapolski (POL) |
| 22 juin 2014 | Boxscore | Bär, Koop 19 Skuballa 9 Bär 8                      | Points Rebonds Passes d. | Pounds 36 Tuukkanen 9 Lehtoranta 6 |  | Enervie Arena, Hagen Affluence : 700 Arbitres : Ivo Dolinek (CZE), Gellért Kapitány (HUN), Dariusz Zapolski (POL) |

| 23 juin 2014 | Boxscore | Ukraine                                            | 75-71                    | Monténégro                                   |  | Sportski centar Lovćen, Cetinje Affluence : 512 Arbitres : Georgios Tanatzis (GRE), Saverio Lanzarini (ITA), Christoph Rohacky (AUT) |
| 23 juin 2014 | Boxscore | Score par quart-temps : 16–18, 19–11, 20–16, 20–26 |                          |                                              |  | Sportski centar Lovćen, Cetinje Affluence : 512 Arbitres : Georgios Tanatzis (GRE), Saverio Lanzarini (ITA), Christoph Rohacky (AUT) |
| 23 juin 2014 | Boxscore | Kourasova 18 Iahoupova 10 Iahoupova 5              | Points Rebonds Passes d. | Dubljević 25 Škerović, Dubljević 7 Aleksić 3 |  | Sportski centar Lovćen, Cetinje Affluence : 512 Arbitres : Georgios Tanatzis (GRE), Saverio Lanzarini (ITA), Christoph Rohacky (AUT) |

| 25 juin 2014 | Boxscore | Finlande                                           | 63-51                    | Allemagne                      |  | Töölö Sports Hall, Helsinki Affluence : 359 Arbitres : Piotr Pastusiak (POL), Haydn Jones (WAL), Saulius Racys (SWE) |
| 25 juin 2014 | Boxscore | Score par quart-temps : 19–12, 16–11, 13–12, 15–16 |                          |                                |  | Töölö Sports Hall, Helsinki Affluence : 359 Arbitres : Piotr Pastusiak (POL), Haydn Jones (WAL), Saulius Racys (SWE) |
| 25 juin 2014 | Boxscore | Tuukkanen 24 Tuukkanen 10 Pounds 3                 | Points Rebonds Passes d. | Bär, Greinacher 10 Bär 6 Bär 4 |  | Töölö Sports Hall, Helsinki Affluence : 359 Arbitres : Piotr Pastusiak (POL), Haydn Jones (WAL), Saulius Racys (SWE) |

| 25 juin 2014 | Boxscore | Monténégro                                         | 76-70                    | Ukraine                                         |  | Sportski centar Lovćen, Cetinje Affluence : 515 Arbitres : Marcin Kowalski (POL), Georgios Poursanidis (GRE), Ilias Kounelles (CYP) |
| 25 juin 2014 | Boxscore | Score par quart-temps : 19–17, 12–19, 22–15, 23–19 |                          |                                                 |  | Sportski centar Lovćen, Cetinje Affluence : 515 Arbitres : Marcin Kowalski (POL), Georgios Poursanidis (GRE), Ilias Kounelles (CYP) |
| 25 juin 2014 | Boxscore | Perovanović 25 Perovanović 9 Škerović 5            | Points Rebonds Passes d. | Mirtcheva, Iahoupova 20 Iahoupova 9 Iahoupova 7 |  | Sportski centar Lovćen, Cetinje Affluence : 515 Arbitres : Marcin Kowalski (POL), Georgios Poursanidis (GRE), Ilias Kounelles (CYP) |

### Groupe E
| Groupe E | Groupe E | Groupe E | Groupe E | Groupe E | Groupe E | Groupe E | Groupe E | Groupe E |
|          | Équipe   | Pts      | G        | P        | PP       | PC       | Diff     |          |
| -------- | -------- | -------- | -------- | -------- | -------- | -------- | -------- | -------- |
| 1        | Russie   | 7        | 3        | 1        | 254      | 212      | +42      |          |
| 2        | Suède    | 7        | 3        | 1        | 253      | 213      | +40      |          |
| 3        | Pays-Bas | 4        | 0        | 4        | 200      | 282      | -82      |          |

| 7 juin 2014 | Boxscore | Russie                                             | 65-51                    | Suède                                          |  | Krylatskoe Sport Palace, Moscou Affluence : 675 Arbitres : Jasmina Juras (SRB), Karolina Andersson (FIN), Özlem Yalman (TUR) |
| 7 juin 2014 | Boxscore | Score par quart-temps : 10–10, 22–13, 16–11, 17–17 |                          |                                                |  | Krylatskoe Sport Palace, Moscou Affluence : 675 Arbitres : Jasmina Juras (SRB), Karolina Andersson (FIN), Özlem Yalman (TUR) |
| 7 juin 2014 | Boxscore | Karpounina, Belyakova 14 Osipova 8 Belyakova 9     | Points Rebonds Passes d. | F. Eldebrink, Key 12 Barthold 9 E. Eldebrink 4 |  | Krylatskoe Sport Palace, Moscou Affluence : 675 Arbitres : Jasmina Juras (SRB), Karolina Andersson (FIN), Özlem Yalman (TUR) |

| 11 juin 2014 | Boxscore | Suède                                            | 72-45                    | Pays-Bas                                       |  | Luleå Energi Arena, Luleå Affluence : 1,821 Arbitres : Marcin Kowalski (POL), Gintaras Vitkauskas (LTU), Marko Vladic (AUT) |
| 11 juin 2014 | Boxscore | Score par quart-temps : 17–12, 14–9, 27–17, 14–7 |                          |                                                |  | Luleå Energi Arena, Luleå Affluence : 1,821 Arbitres : Marcin Kowalski (POL), Gintaras Vitkauskas (LTU), Marko Vladic (AUT) |
| 11 juin 2014 | Boxscore | Key 18 Halvarsson 13 F. Eldebrink 5              | Points Rebonds Passes d. | van Grinsven 13 van Grinsven 10 Klein, Kuijt 2 |  | Luleå Energi Arena, Luleå Affluence : 1,821 Arbitres : Marcin Kowalski (POL), Gintaras Vitkauskas (LTU), Marko Vladic (AUT) |

| 15 juin 2014 | Boxscore | Pays-Bas                                                 | 60-68                    | Russie                              |  | Sporthallen Zuid, Amsterdam Affluence : 900 Arbitres : Neil Wilkinson (ENG), Konstantin Simonow (GER), Nick Van den Broeck (BEL) |
| 15 juin 2014 | Boxscore | Score par quart-temps : 13–16, 12–16, 20–17, 15–19       |                          |                                     |  | Sporthallen Zuid, Amsterdam Affluence : 900 Arbitres : Neil Wilkinson (ENG), Konstantin Simonow (GER), Nick Van den Broeck (BEL) |
| 15 juin 2014 | Boxscore | De Kleijn, Van den Adel 14 Van Grinsven 9 Van Grinsven 3 | Points Rebonds Passes d. | Belyakova 13 Belyakova 13 Osipova 4 |  | Sporthallen Zuid, Amsterdam Affluence : 900 Arbitres : Neil Wilkinson (ENG), Konstantin Simonow (GER), Nick Van den Broeck (BEL) |

| 18 juin 2014 | Boxscore | Suède                                             | 57-52                    | Russie                              |  | Täljehallen, Södertälje Affluence : 1,625 Arbitres : Olegs Latisevs (LAT), Sérgio Silva (POR), Simon Unsworth (ENG) |
| 18 juin 2014 | Boxscore | Score par quart-temps : 13–13, 18–14, 15–18, 11–7 |                          |                                     |  | Täljehallen, Södertälje Affluence : 1,625 Arbitres : Olegs Latisevs (LAT), Sérgio Silva (POR), Simon Unsworth (ENG) |
| 18 juin 2014 | Boxscore | Halvarsson 22 Halvarsson 8 F. Eldebrink, Loyd 4   | Points Rebonds Passes d. | Grishaeva 23 Osipova 10 Belyakova 4 |  | Täljehallen, Södertälje Affluence : 1,625 Arbitres : Olegs Latisevs (LAT), Sérgio Silva (POR), Simon Unsworth (ENG) |

| 22 juin 2014 | Boxscore | Pays-Bas                                                     | 51-73                    | Suède                                    |  | Sporthallen Zuid, Amsterdam Affluence : 900 Arbitres : Anna Cardus (ESP), Maja Vukanović (SRB), Gizella Györgyi (NOR) |
| 22 juin 2014 | Boxscore | Score par quart-temps : 13–20, 4–15, 16–8, 18–30             |                          |                                          |  | Sporthallen Zuid, Amsterdam Affluence : 900 Arbitres : Anna Cardus (ESP), Maja Vukanović (SRB), Gizella Györgyi (NOR) |
| 22 juin 2014 | Boxscore | Bröring, Van Grinsven 12 Treffers, Van Grinsven 8 Ligthart 3 | Points Rebonds Passes d. | Barthold 17 Halvarsson 12 F. Eldebrink 7 |  | Sporthallen Zuid, Amsterdam Affluence : 900 Arbitres : Anna Cardus (ESP), Maja Vukanović (SRB), Gizella Györgyi (NOR) |

| 25 juin 2014 | Boxscore | Russie                                           | 69-44                    | Pays-Bas                                |  | Krylatskoe Sport Palace, Moscou Affluence : 500 Arbitres : Rüstü Nuran (TUR), Marko Juras (SRB), Artūras Šukys (LTU) |
| 25 juin 2014 | Boxscore | Score par quart-temps : 22–3, 19–12, 12–20, 16–9 |                          |                                         |  | Krylatskoe Sport Palace, Moscou Affluence : 500 Arbitres : Rüstü Nuran (TUR), Marko Juras (SRB), Artūras Šukys (LTU) |
| 25 juin 2014 | Boxscore | Tikhonenko 14 Osipova 14 Abrikosova 7            | Points Rebonds Passes d. | Bröring 9 Van den Adel 7 Van den Adel 3 |  | Krylatskoe Sport Palace, Moscou Affluence : 500 Arbitres : Rüstü Nuran (TUR), Marko Juras (SRB), Artūras Šukys (LTU) |

### Groupe F
| Groupe F | Groupe F | Groupe F | Groupe F | Groupe F | Groupe F | Groupe F | Groupe F | Groupe F |
|          | Équipe   | Pts      | G        | P        | PP       | PC       | Diff     |          |
| -------- | -------- | -------- | -------- | -------- | -------- | -------- | -------- | -------- |
| 1        | Croatie  | 8        | 4        | 0        | 306      | 245      | +61      |          |
| 2        | Bulgarie | 5        | 1        | 3        | 259      | 288      | -29      |          |
| 3        | Israël   | 5        | 1        | 3        | 270      | 302      | -32      |          |

| 8 juin 2014 | Boxscore | Bulgarie                                           | 65-69                    | Croatie                           |  | Arena Samokov, Samokov Affluence : 1,200 Arbitres : Panagiotis Anastopoulos (GRE), Ciprian Stoica (ROU), Gellért Kapitány (HUN) |
| 8 juin 2014 | Boxscore | Score par quart-temps : 19–17, 18–23, 15–19, 13–10 |                          |                                   |  | Arena Samokov, Samokov Affluence : 1,200 Arbitres : Panagiotis Anastopoulos (GRE), Ciprian Stoica (ROU), Gellért Kapitány (HUN) |
| 8 juin 2014 | Boxscore | Dimitrova 21 Miteva 9 Hodges 7                     | Points Rebonds Passes d. | Ivezić 17 Ivezić, Rezan 7 Lelas 7 |  | Arena Samokov, Samokov Affluence : 1,200 Arbitres : Panagiotis Anastopoulos (GRE), Ciprian Stoica (ROU), Gellért Kapitány (HUN) |

| 11 juin 2014 | Boxscore | Croatie                                            | 76-73                    | Israël                                |  | Sportska dvorana Vijuš, Slavonski Brod Affluence : 200 Arbitres : Paolo Taurino (ITA), Bernard Vassallo (MLT), Peter Papp (HUN) |
| 11 juin 2014 | Boxscore | Score par quart-temps : 23–20, 14–19, 18–18, 21–16 |                          |                                       |  | Sportska dvorana Vijuš, Slavonski Brod Affluence : 200 Arbitres : Paolo Taurino (ITA), Bernard Vassallo (MLT), Peter Papp (HUN) |
| 11 juin 2014 | Boxscore | Ivezić 18 Lelas 6 Ivezić, Mišura 5                 | Points Rebonds Passes d. | Cohen 20 Epstein, Fleischer 3 Cohen 6 |  | Sportska dvorana Vijuš, Slavonski Brod Affluence : 200 Arbitres : Paolo Taurino (ITA), Bernard Vassallo (MLT), Peter Papp (HUN) |

| 15 juin 2014 | Boxscore | Israël                                             | 71-68                    | Bulgarie                       |  | Shalom Zisman Municipal Sports Arena, Ramat Gan Affluence : 1,000 Arbitres : Sergiy Chebyshev (UKR), Alexander Romanov (RUS), Gavin Williams (WAL) |
| 15 juin 2014 | Boxscore | Score par quart-temps : 14–22, 22–11, 17–13, 18–22 |                          |                                |  | Shalom Zisman Municipal Sports Arena, Ramat Gan Affluence : 1,000 Arbitres : Sergiy Chebyshev (UKR), Alexander Romanov (RUS), Gavin Williams (WAL) |
| 15 juin 2014 | Boxscore | Doron 20 Shafir 6 Cohen 5                          | Points Rebonds Passes d. | Dimitrova 22 Miteva 9 Peteva 6 |  | Shalom Zisman Municipal Sports Arena, Ramat Gan Affluence : 1,000 Arbitres : Sergiy Chebyshev (UKR), Alexander Romanov (RUS), Gavin Williams (WAL) |

| 18 juin 2014 | Boxscore | Croatie                                            | 78-51                    | Bulgarie                            |  | Sportska dvorana Vijuš, Slavonski Brod Affluence : 200 Arbitres : Fabiana Martinescu (ROU), Elena Chernova (RUS), Özlem Yalman (TUR) |
| 18 juin 2014 | Boxscore | Score par quart-temps : 24–14, 16–12, 19–15, 19–10 |                          |                                     |  | Sportska dvorana Vijuš, Slavonski Brod Affluence : 200 Arbitres : Fabiana Martinescu (ROU), Elena Chernova (RUS), Özlem Yalman (TUR) |
| 18 juin 2014 | Boxscore | Ivanković 20 Mazić, Ivanković 7 Ivezić 5           | Points Rebonds Passes d. | Hodges 16 Miteva 5 Hodges, Tomova 3 |  | Sportska dvorana Vijuš, Slavonski Brod Affluence : 200 Arbitres : Fabiana Martinescu (ROU), Elena Chernova (RUS), Özlem Yalman (TUR) |

| 22 juin 2014 | Boxscore | Israël                                            | 56-83                    | Croatie                       |  | Shalom Zisman Municipal Sports Arena, Ramat Gan Affluence : 1,000 Arbitres : Christos Christodoulou (GRE), Konstantin Simonow (GER), Alexey Davydov (RUS) |
| 22 juin 2014 | Boxscore | Score par quart-temps : 18–26, 20–14, 14–23, 4–20 |                          |                               |  | Shalom Zisman Municipal Sports Arena, Ramat Gan Affluence : 1,000 Arbitres : Christos Christodoulou (GRE), Konstantin Simonow (GER), Alexey Davydov (RUS) |
| 22 juin 2014 | Boxscore | Shafir 14 Epstein 4 cinq joueuses 2               | Points Rebonds Passes d. | Ivanković 17 Mazić 9 Mišura 6 |  | Shalom Zisman Municipal Sports Arena, Ramat Gan Affluence : 1,000 Arbitres : Christos Christodoulou (GRE), Konstantin Simonow (GER), Alexey Davydov (RUS) |

| 25 juin 2014 | Boxscore | Bulgarie                                           | 75-70                    | Israël                       |  | Arena Samokov, Samokov Affluence : 500 Arbitres : Emin Moğulkoç (TUR), Alija Ferevski (MKD), Alin Faur (ROU) |
| 25 juin 2014 | Boxscore | Score par quart-temps : 17–18, 16–10, 23–24, 19–18 |                          |                              |  | Arena Samokov, Samokov Affluence : 500 Arbitres : Emin Moğulkoç (TUR), Alija Ferevski (MKD), Alin Faur (ROU) |
| 25 juin 2014 | Boxscore | Tomova 20 Miteva 9 Hodges 5                        | Points Rebonds Passes d. | Doron 23 Levitsky 7 Cohen 10 |  | Arena Samokov, Samokov Affluence : 500 Arbitres : Emin Moğulkoç (TUR), Alija Ferevski (MKD), Alin Faur (ROU) |

### Détermination de la meilleure seconde place
Les cinq meilleurs seconds des poules sont qualifiés pour le championnat d'Europe. Les poules contenant trois ou quatre équipes, les résultats de l'équipe classée quatrième sont ignorés.
| 1 | Ukraine         | 3 | 1 | 303 | 248 |
| 2 | Suède           | 3 | 1 | 253 | 213 |
| 3 | Italie          | 3 | 1 | 259 | 244 |
| 4 | Pologne         | 3 | 1 | 263 | 251 |
| 5 | Grande-Bretagne | 2 | 2 | 254 | 270 |
| 6 | Bulgarie        | 1 | 3 | 259 | 288 |